# Michimalonco
Michimalonco (circa 1500-1550) fue un toqui picunche originario del valle de Aconcagua, que gobernó como sobre el territorio de los valles del Aconcagua, Mapocho y Maipo, y que luego opuso una tenaz resistencia a la conquista de sus territorios por los españoles.

## Onomástica
Su nombre puede provenir:
- del mapudungún müchüylongko, de müchüy 'tizón' y longko 'cabeza, jefe', es decir 'cabeza de antorcha'.[3]
- del quechua mitmay y el mapudungún longko, es decir 'jefe de los mitimaes'.
- del quechua-mapuche michi 'gato' y el mapudungún longko.
- del mapudungún minchelongko, de minche 'debajo' y longko.
- del mapudungún mütrümlongko, de mütrümün 'llamar' y longko.

## Primeros años
Nació en torno al año 1500, probablemente en el valle del Aconcagua. Según las crónicas, recibió educación en la ciudad del Cuzco, a la sazón capital del Imperio incaico. Fue investido como curaca junto con su hermano Trangolonco. Ambos señoreaban buena parte del valle del Aconcagua como jefes locales, en conjunto con el apunchic (gobernador incaico) Quilicanta.
En 1533 acogió al primer español en llegar a la zona central del actual territorio chileno, Gonzalo Calvo de Barrientos, que había abandonado el virreinato del Perú afrentado por Francisco Pizarro, quien lo hizo azotar y desorejar como castigo por hurto. Tras recibir de este la confirmación de la caída del imperio, Michimalonco se enfrentó contra el gobernador inca y contra los loncos que continuaban al servicio del imperio incaico, con el objetivo de independizar a su tierra del dominio inca. Designó a Barrientos como general de su ejército y éste les enseñó las tácticas de guerra españolas. Michimalonco logra vencer a Naglonco apoderándose así de todo el valle del Maipo. Más tarde, tras el arribo y la partida del español Diego de Almagro, Michimalonco, en una decisiva batalla, se enfrentó y expulsó a Quilicanta, quien escaparía, hecho que devolvió a los picunches su independencia con Michimalonco como su gobernante.

## Expedición de Pedro de Valdivia
Tras haber sido enviado por Francisco Pizarro desde el Perú y realizar una larga travesía desde Cuzco, el conquistador extremeño Pedro de Valdivia llegó al valle del Mapocho, el 13 de diciembre de 1540. Las huestes de Valdivia acamparon junto a las aguas del río, en las faldas del cerro Tupahue y comenzaron lentamente a entablar relaciones con los aborígenes picunches que habitaban la zona, tras lo cual Valdivia convocó al curaca Vitacura, lonco influyente de la zona, a un parlamento donde les explicó a los mapuches su intención de fundar una ciudad en nombre del rey Carlos I de España, que sería la capital de su gobernación de Nueva Extremadura. Vitacura aceptó e incluso sus hombres recomendaron la fundación de la ciudad en una pequeña isla ubicada entre los dos brazos del río Mapocho junto a un pequeño cerro llamado Huelén, en la que se asentaba un centro administrativo incaico. Michimalonco al darse cuenta de la invasión española, tomó su ejército y lo comandó para expulsar de su territorio a los españoles y castigar por su traición a Vitacura, dando lugar a la batalla del río Mapocho, que resultó la retirada de Michimalonco y el triunfo de los españoles.
La retirada de Michimalonco se trataba de una retirada táctica ya que este pensaba que su derrota anterior sería vengada con la expulsión de los europeos. Para llevar a cabo lo que quería, reunió una gran fuerza en los cerros de Chillox para abalanzarse sobre Santiago. Pero su plan fue descubierto por los españoles, quienes se prepararon para hacer un ataque sorpresa al campamento mapuche en el valle del Aconcagua. Así en enero de 1541 tuvo lugar la Batalla de Aconcagua que frustró los planes de Michimalonco y permitió que los españoles obtuvieran un tiempo de paz que les permitiera establecerse en la región.
El 12 de febrero de 1541, Valdivia fundó oficialmente la ciudad de Santiago del Nuevo Extremo (Santiago de Nueva Extremadura) en honor al Apóstol Santiago, santo patrono de España, en las cercanías del cerro Huelén, renombrado por el conquistador como "Santa Lucía". Siguiendo las normas coloniales, Valdivia encomendó el trazado de la nueva ciudad al alarife Pedro de Gamboa, el cual diseñó la ciudad en forma de damero. En el centro de la ciudad diseñó una Plaza Mayor, alrededor de la cual se seleccionaron varios solares para la Catedral, la cárcel y la casa del gobernador. En total se construyeron ocho cuadras de norte a sur, y diez de oriente a poniente, y cada solar (un cuarto de cuadra) fue entregado a los colonizadores, que construyeron casas de barro y paja.
Apenas fundó Santiago, Pedro de Valdivia se dirigió hacia el sector donde se encuentra la actual ciudad de Los Andes para acabar con Michimalonco, en la batalla de Paidahuén, donde Michimalonco fue derrotado y capturado, y su fortaleza de Paidahuén destruida. Como rescate para recuperar la libertad, Michimalonco ofreció la propiedad y la ubicación de los lavaderos de oro de Marga-Marga.

### Organización de los lavaderos de Marga-Marga
Aguirre y Villagrán visitaron los antiguos lavaderos de oro incaicos y establecieron su importancia. Michimalonco, forzadamente, suministró operarios para trabajarlos. Las condiciones paupérrimas en las que se desarrollaba dicho trabajo, además de la insaciable sed de oro de los españoles, generó un descontento severo entre los picunches.

## El levantamiento picunche
Trangolonco se sublevó en Quillota y se dirigió a Marga Marga con su ejército donde mató a los españoles, negros e indios peruanos, escapando solo Gonzalo de los Ríos con Juan Valiente. Luego se dirigió con su ejército a Concón donde mató a cuanto español halló, destruyó el asentamiento, el astillero y quemó también un bergantín en construcción en lo que se conocería como el desastre de Concón. Con infatigable tenacidad, Trangolonco visitó a todos sus aliados en los valles de Aconcagua y Maipo, logrando reunir un total de 10 000 guerreros. Luego se dirigió a los mapuches de Cachapoal y les informó sobre los acontecimientos, pronunciándoles vibrantes discursos, por medio de los cuales los exhortaba a continuar la obra de liberación iniciada con la expulsión de las tropas incas del país, encontrando un amplio eco. En ese valle se organizó otro ejército, que llegó a contar 16 000 guerreros. Se convino cercar Santiago y tomar la ciudad por asalto en la primavera venidera. Así se desató un levantamiento general que comprendió los valles de Aconcagua, Maipo y Cachapoal.

### Destrucción de Santiago
Michimalonco, como caudillo (toqui) general de los picunches, encabezó contra la recién fundada ciudad de Santiago del Nuevo Extremo, un asalto el 11 de septiembre de 1541 que terminó en la destrucción de la mayoría de las casas de Santiago del Nuevo Extremo. Sin embargo, la destrucción fue incompleta, ya que los picunches terminaron retirándose a merced de la sostenida resistencia de los españoles que guarnecían la plaza. En la defensa de la ciudad, se señaló particularmente doña Inés de Suárez que no dudó en dar muerte al exgobernador inca Quilicanta y a siete lonkos picunches entre los que se contaba el curaca de Apoquindo, prisioneros de los españoles que el ejército indígena pugnaba por liberar. El número de los combatientes fue de unos 5.000-10.000 por parte de los picunches y de 55 soldados, más 5.000 yanaconas auxiliares, por los españoles.
Para forzar la retirada de los españoles sobrevivientes hacia Perú, Michimalonco ideó la estrategia "guerra vacía" que consistía en no proveer de alimentos ni materiales a los españoles, destruir sus cosechas y mantener cada cierto tiempo pequeños ataques que destruyeran cualquier nuevo asentamiento o actividad en los alrededores de Santiago para desmoralizar a los españoles. Dado que la reacción de los españoles fue el empezar a arrebatar el alimento a los mapuches por la fuerza, se llegó al acuerdo para el éxito de la táctica que se dejara de cultivar la tierra hasta que los españoles se devolvieran a Perú. Lo central en la estrategia era lograr que los mismos españoles se devolvieran para que al contar las penurias que pasaron ningún español quisiera volver a la Araucanía a conquistarla. Con este fin, Trangolonco construyó una fortaleza en las cercanías de la cuesta Zapata desde donde periódicamente enviaba ataques contra Santiago. Luego de un tiempo de continuos ataques, Pedro de Valdivia lideró a su ejército hacia Curacaví y terminó tomando y destruyendo la fortaleza de Trangolonco, el cual se retiró hacia sus dominios en Limache.

[...] era Michimalonco de buena estatura, muy fornido y animoso; tenía el rostro alegre, y agraciado tanto que aun a los mesmos españoles era amable
Cronista de Indias Pedro Mariño de Lobera.

Fue, con Lautaro, Pelantaro y Caupolicán, uno de los caudillos mapuches que más se distinguió en la lucha contra los conquistadores. Combatió bravamente a Pedro de Valdivia en una guerra que se extendería por largos años.

[...] ha sido el más temido señor que en todos los valles se ha hallado [...]
Jerónimo de Vivar, 1558

## Alianza con los diaguitas
Los antecedentes señalan que, a un año de la fundación de Santiago, los españoles identificaban a los contingentes indígenas que participaron en el asalto a la ciudad en 1541 como fuerzas de Michimalonco y de los diaguitas. Así lo señala el capitán Rodrigo de Quiroga en la probanza de méritos y servicios de Santiago de Azócar, efectuada el 17 de octubre de 1562, «[...] toda la gente de guerra desta provincia y mucha parte de los indios diaguitas, a quienes ellos habían enviado a llamar para les ayudar para destruir esta ciudad, venían sobre ella». La alianza entre mapuches y diaguitas al parecer obedece a la existencia de relaciones políticas entre ambas pueblos. A nivel territorial estos compartían asentamientos. Estas relaciones políticas, y el interés de expulsar al invasor, explicarían que los diaguitas sumaran fuerzas con los mapuches para materializar el asalto a Santiago.
Después de un gran número de enfrentamiento entre las huestes de Valdivia y las de Michimalonco, a finales de 1543 los españoles lograron terminar de controlar los valles de Cachapoal, Maipo y Aconcagua con la conquista por parte de Pedro de Valdivia de tres fuertes que Michimalonco mantenía en la cordillera andina del río Aconcagua, lo que produjo la retirada de las fuerzas de Michimalonco hacia el norte. En 1544, Michimalonco se dirigió al valle del río Limarí para cortar las comunicaciones por tierra entre Chile y Perú de los españoles. Michimalonco se hizo fuerte en este sector con su contingente mapuche sumado al contingente de sus aliados diaguitas. Después de algunas victorias ante las avanzadas españolas, Pedro de Valdivia se vio obligado a comandar el mismo su ejército y dirigirse a sostener la batalla del Limarí, donde las huestes mapuche-diaguitas resultaron derrotadas y tras la cual Pedro de Valdivia mandó a Juan Bohón a fundar la ciudad de La Serena en la desembocadura del río Elqui.
Para la mayoría de historiadores, arqueólogos e investigadores de la historia de Chile, estos "Diaguitas" serían poblaciones del este de Santiago, actual territorio argentino, y no de poblaciones del llamado Norte Chico (Atacama-Coquimbo), ya que el etnónimo "Diaguita Chileno" es una propuesta de Ricardo Latcham en 1928, sin mayores argumentos. El mismo Latcham se encargó de aclarar que utilizaría ese nombre hasta que apareciera otro. En otras palabras, no existe ninguna prueba de que los pueblos al norte del río Choapa se autodenominaran como "diaguitas" al momento de la llegada de los conquistadores incas y posteriormente españoles.

## Abandona Chile
Sin embargo, en 1545, abatido por los continuos reveses que experimentaba su causa, salió del país y, cruzando los Andes, buscó refugio en Cuyo, todavía en poder de los diaguitas. Diego de Rosales indica en su Historia general del Reyno de Chile que, pobre y sin recursos, Michimalonco se lamentaba diciendo: «Ayer me vi señor y respetado y hoy me veo pobre y sirviendo, despreciado en tierra ajena; mejor me fuera haber obedecido a los españoles y ser señor que verme en esta baja fortuna». Movido de estos pensamientos, regresó a Chile en 1549 dispuesto a hacer las paces con sus enemigos.

## Firma la paz
Michimalonco reunió a sus antiguos compañeros de armas y les conminó a deponerlas y a vivir en paz con los españoles, «que al fin», les decía, «ya sabemos que cuanto son de bravos y valientes en la guerra, son de mansos y afables en la paz». Prestó luego acatamiento y obediencia al gobernador Pedro de Valdivia, ofreciéndose en su servicio, y le pidió perdón por las alteraciones pasadas. Acompañaba estas palabras con unas 200 libras de oro muy fino y «cantidad de ganado y otras cosas». Valdivia correspondió con agradecimiento los obsequios y buenos propósitos de Michimalonco, aceptando de buen grado su ofrecimiento siempre que el pueblo picunche no se opusiera a la acción evangelizadora de los misioneros, se sometiera al régimen de las encomiendas y contribuyera con mano de obra a la explotación de las minas y placeres auríferos. A todo se avino el toqui picunche, sellando de este modo la paz entre ambos pueblos.

### Jefe de "indios auxiliares"
A finales de 1549, se unió a la expedición de Valdivia a Arauco, como comandante de un cuerpo picunche o chincha chileno. Participó en la batalla de Andalién, donde hoy se alza la ciudad de Concepción, contribuyendo decisivamente a la victoria sobre el toqui Ainavillo.

## Muerte
El año 1550, Michimalonco fue asesinado por Jerónimo de Alderete, tras las sospechas de traición del caudillo, durante el curso de una expedición de reconocimiento de las tierras al sur del río Biobío.